# Teatro Pérez Galdós

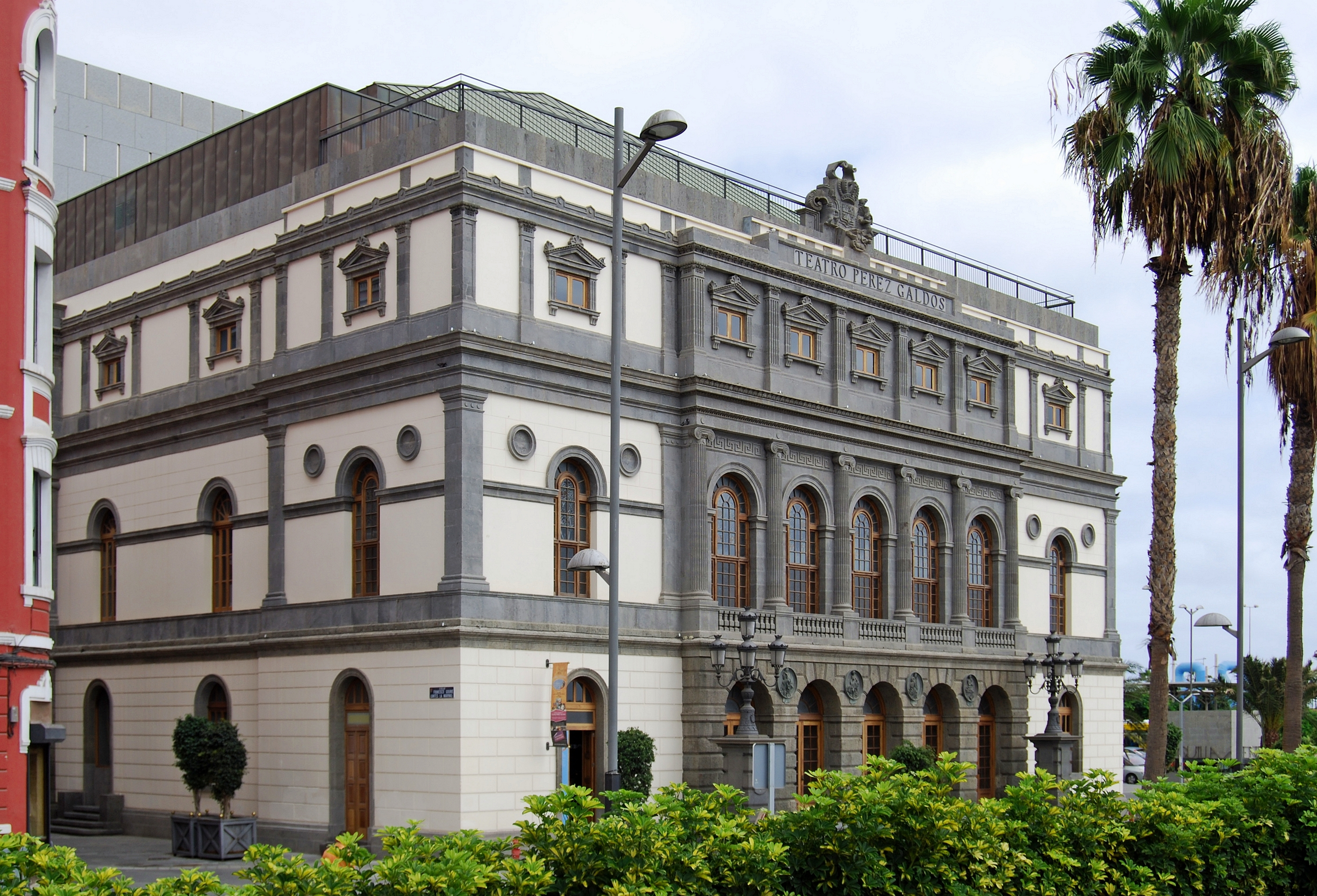
Teatro Pérez Galdós, 2010

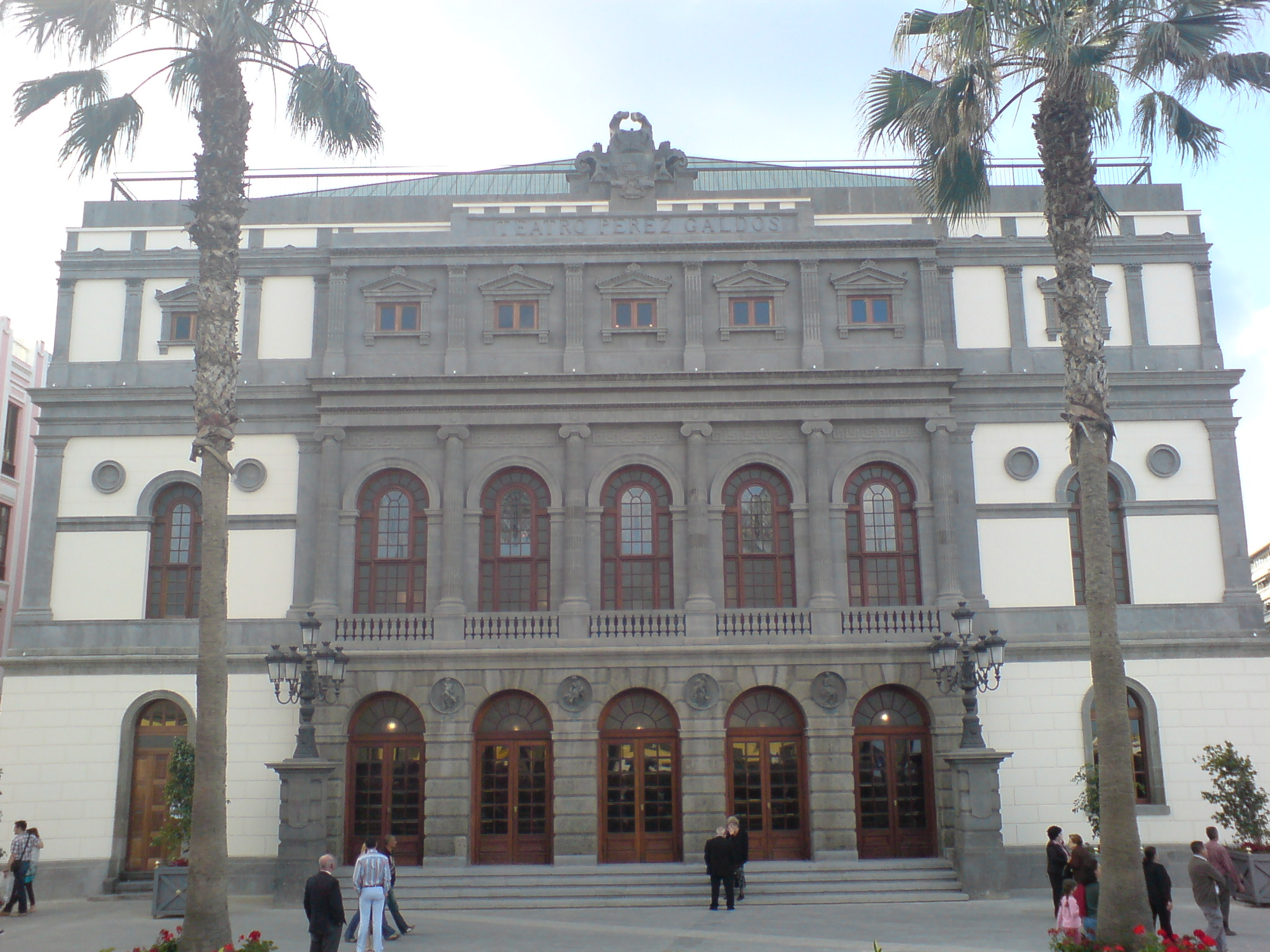
Teatro Pérez Galdós, Fassade

Das Teatro Pérez Galdós ist das bedeutendste Theater der Stadt Las Palmas de Gran Canaria, Sitz des Opernfestivals der Stadt und gemeinsam mit dem Teatro Guimerá von Santa Cruz de Tenerife, des Musikfestivals der Kanaren.
Das Theater liegt im Südwesten des Stadtviertels Triana, nahe dem Meer. Nach der Generalrenovierung von 2007 ist es eines der modernsten Theater Spaniens.

## Geschichte

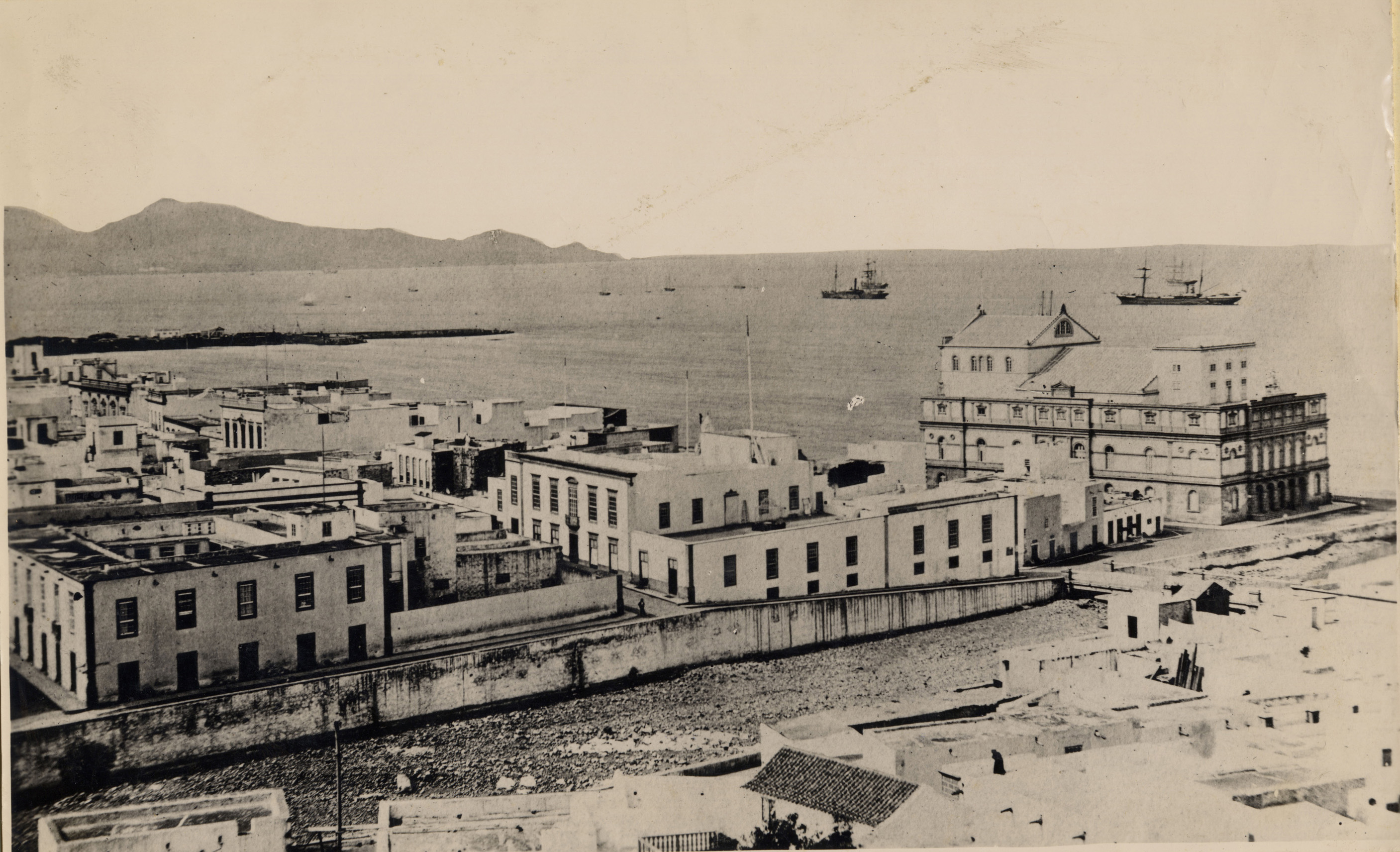
Mündung des Guiniguada-Flusses mit dem Theater im Hintergrund (1890)

Bis um die Mitte des 19. Jahrhunderts gab es keinen Theaterbau in Las Palmas. Benito Lentini, ein ortsansässiger italienischer Kaufmann, setzte sich sehr dafür ein, und 1842–1845 wurde das erste Teatro Cairasco errichtet.
1862 begannen die Versammlungen und Appelle, um aus Mitteln der Bürger die Geldmittel für einen moderneren und großzügigeren Theaterbau aufzutreiben. 1867 begannen die Bauarbeiten, die sich aber aus Geldmangel über mehr als zwei Jahrzehnte hin zogen. 1890 fand die feierliche Eröffnung statt, der Bau wurde Teatro Nuevo und später Teatro Tirso de Molina genannt.

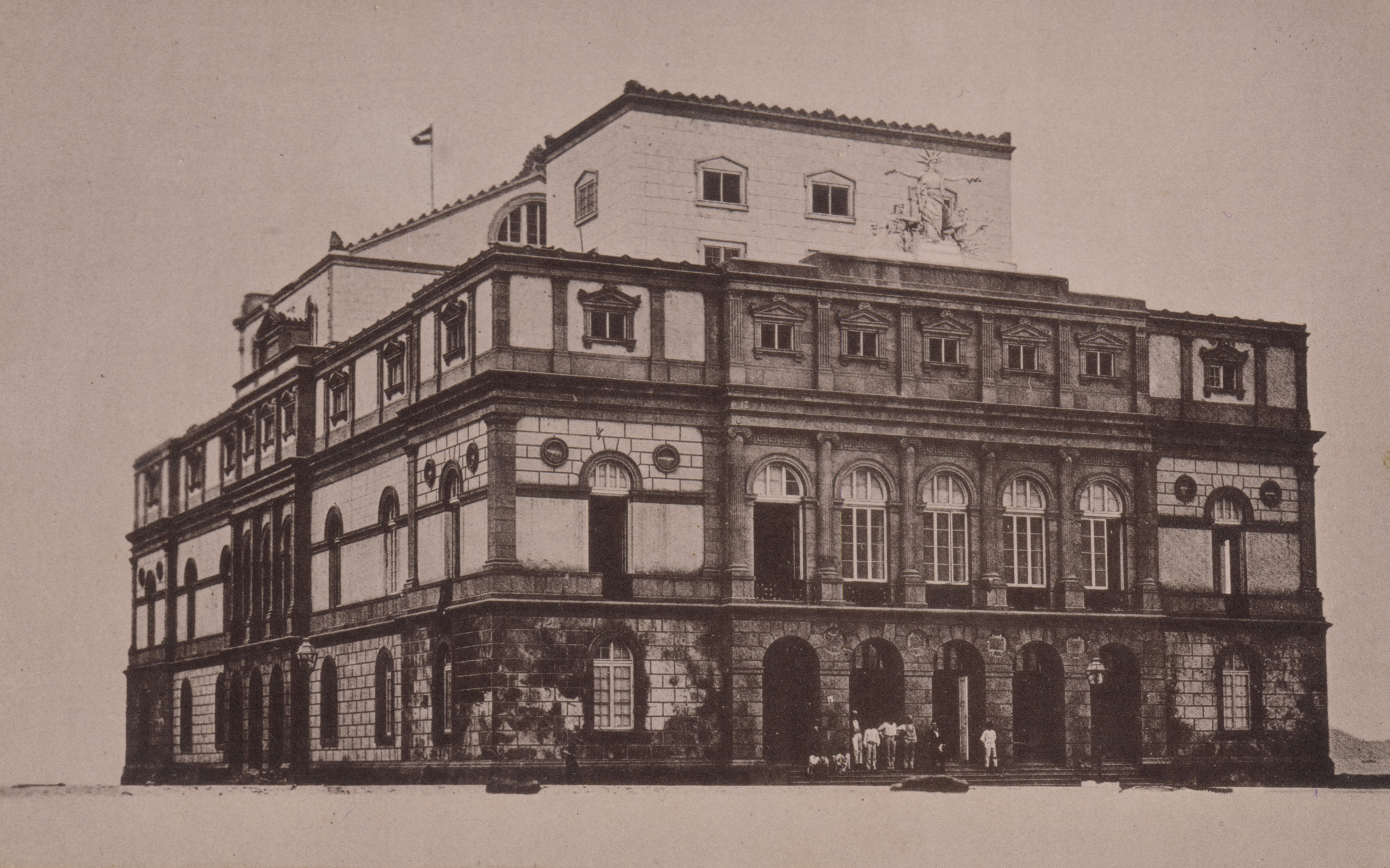
Das Theater um 1890

In der Nacht des 28. Juni 1918 zerstörte ein Großbrand das Theater. 1921 begann die Wiedererrichtung, diesmal aus Eigenmitteln der Gemeinde. Architekt war zuerst der Gemeindearchitekt Fernando Navarro y Massenet und später (ab 1923) Miguel Martín Fernández de la Torre, der die Arbeiten 1925–1928 abschloss. Letzterer gewann seinen Bruder, den bekannten Maler Néstor für die Innenraumgestaltung. Am 28. Mai 1928 kam es zur feierlichen Wiedereröffnung. Nach einer Teilrenovierung 1989 wurde eine grundlegende Modernisierung 2004–2007 vorgenommen. Seit 1994 steht das Theater unter Denkmalschutz.

### Ansichten 2020

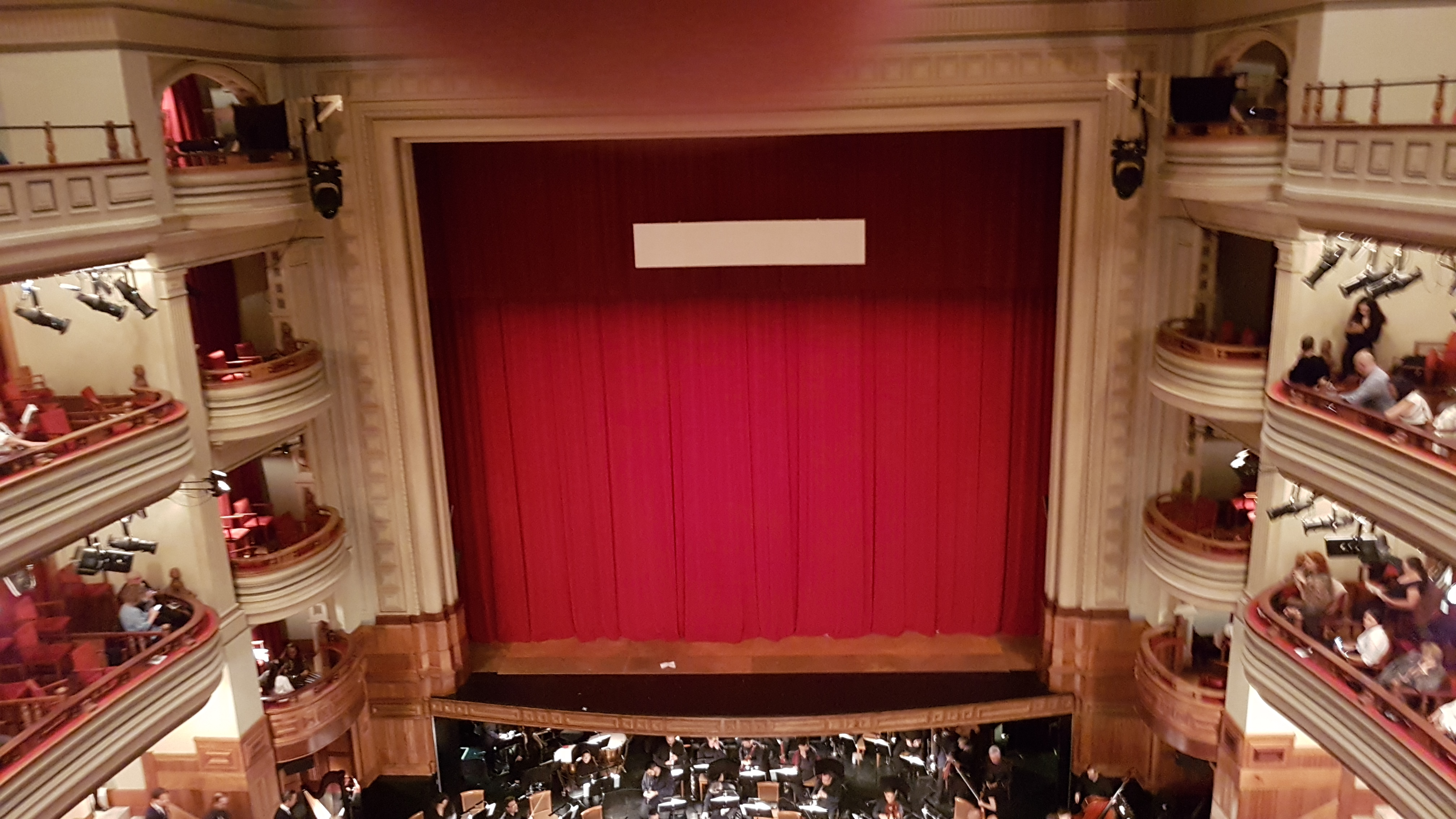
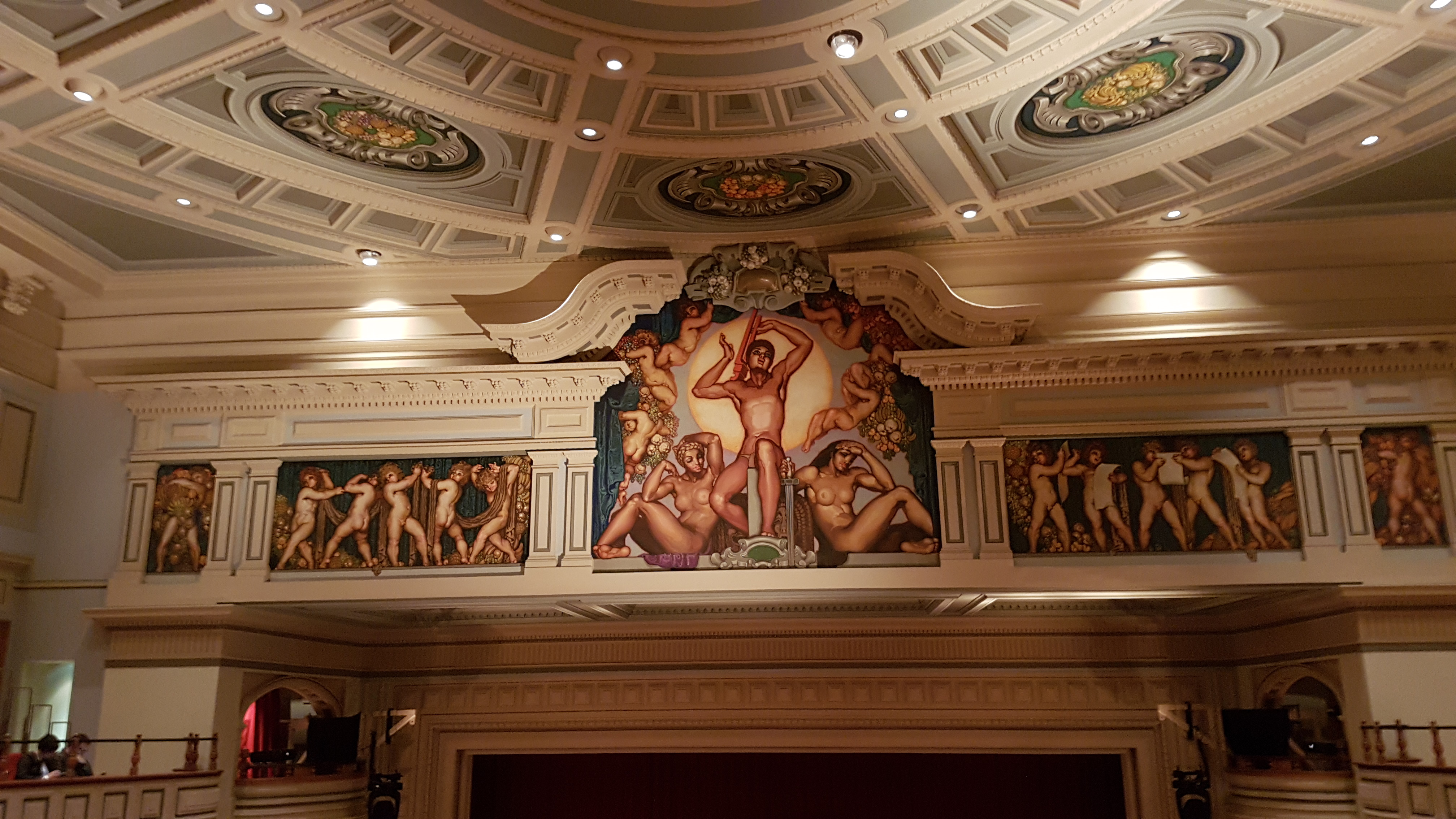
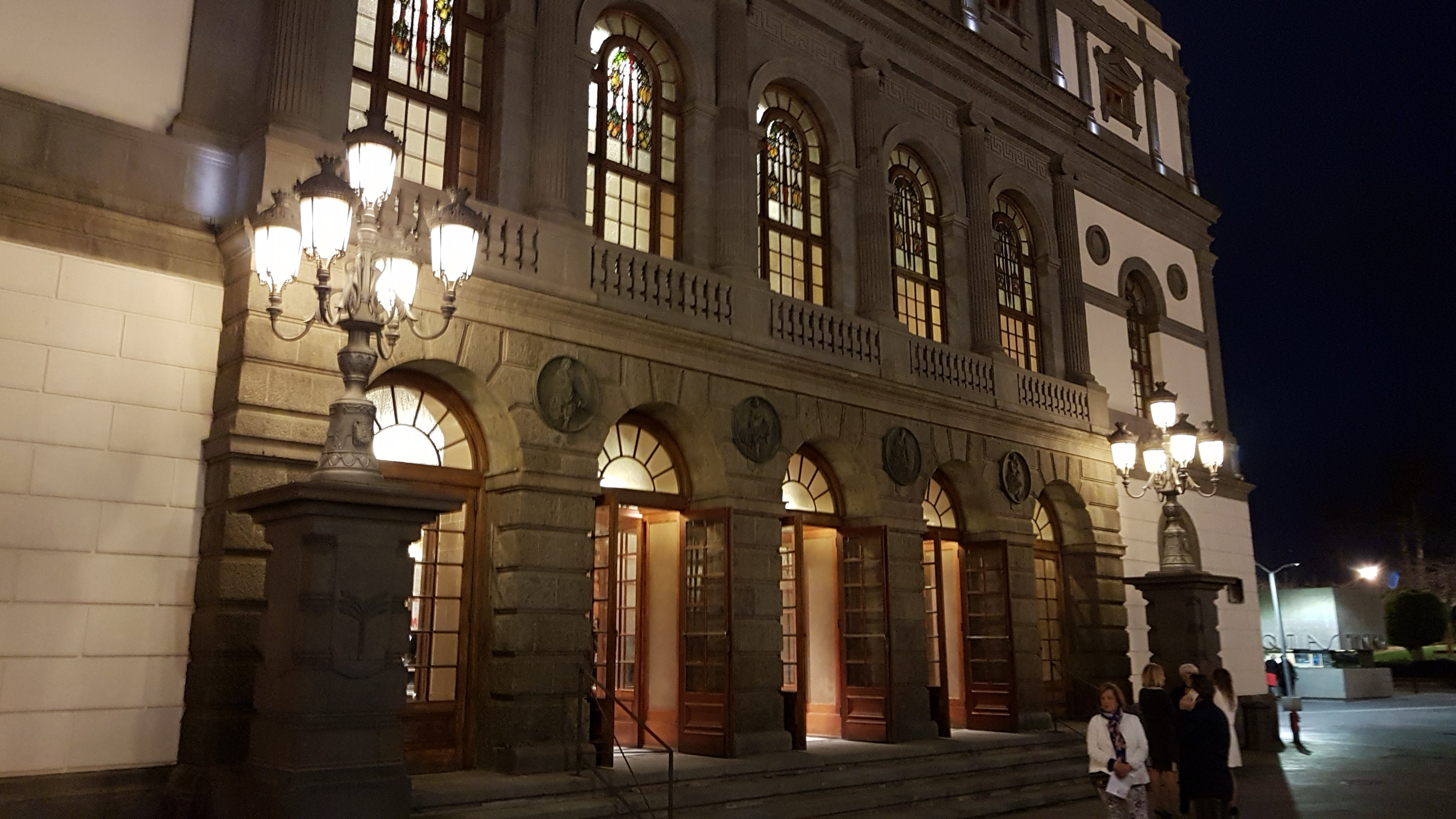